# Maria Duss
Maria Duss (22 settembre 1943) è un'ex sciatrice alpina svizzera.

## Biografia
Sciatrice polivalente originaria di Schattdorf, Maria Duss in campo internazionale debuttò in occasione delle Silberkrugrennen 1961, il 3 febbraio a Badgastein in discesa libera (44ª), e disputò la sua ultima gara al Trofeo Soreghina 1966, il 5 febbraio a Cavalese in slalom speciale senza completare la prova; si congedò dalle competizioni al termine di quella stessa stagione e il suo ultimo risultato agonistico fu la medaglia di bronzo vinta dalla Duss nello slalom speciale del Campionati svizzeri 1966 (Wangs-Pizol, 25-27 febbraio). Non prese parte a rassegne olimpiche o iridate.

## Palmarès

### Campionati svizzeri
- 1 medaglia:
  - 1 bronzo (slalom speciale nel 1966[1][4])